# Opération Napoléon
Pour plus de détails, voir Fiche technique et Distribution.
Opération Napoléon (titre original en islandais : Napóleonsskjölin) est un film islandais de 2023 réalisé par Óskar Thór Axelsson avec Vivian Ólafsdóttir (en), Jack Fox (en) et Iain Glen. Il est basé sur le livre du même nom d'Arnaldur Indriðason.

## Synopsis
Kristín, une avocate ambitieuse, reçoit un message vidéo de son frère Elías le montrant devant l'épave d'un avion allemand de la Seconde Guerre mondiale au sommet du Vatnajökull. Peu après Elías disparait et Kristín, attaquée par un mystérieux tueur, part à la recherche de son frère. Elle découvre que d'autres personnes s'intéressent à la cargaison explosive de l'épave, notamment William Carr, un homme travaillant pour la CIA.

## Distribution
- Vivian Ólafsdóttir (en) : Kristín Jóhannesdóttir
- Jack Fox (en) : Steve Rush
- Iain Glen : William Carr
- Wotan Wilke Möhring : Simon
- Adesuwa Oni : Julie Ratoff
- Ólafur Darri Ólafsson : Einar Ragnarsson
- Atli Óskar Fjalarsson : Elías Jóhannesson, le frère de Kristín
- Þröstur Leó Gunnarsson : Jóhannes, le père de Kristín et Elías
- Annette Badland : Sarah Steinkamp
- Nanna Kristín Magnúsdóttir : Rósa
- Hjötur Jóhann Jónsson : Runólfur